# Bank of America torony, Providence
A Bank of America torony (vagy Bank of America épület, vagy a helyiek szerint Superman épület) a rhode islandi Providence városának legmagasabb épülete. Új-Anglia 28. legmagasabb épülete. 130 méter magas, 26 emeletes. Amikor elkészült, ez volt Új-Anglia harmadik legmagasabb építménye.

## Története
Az épület Industrial Trust Tower néven készült el 1927-ben, az akkoriban divatos art deco stílusban készült. Ez az épület a legrégibb olyan épület, ami egykor hordozta az állam legmagasabb épülete címet, mindezt 3 évvel az Empire State Building elkészülte előtt. Az 1950-es években az épület modellként szolgált a Superman képregények hátteréhez. A helybeli lakosok ezért az épületet Superman épületnek is nevezik.

## Külső hivatkozások
- Skyscraperpage.com
- Emporis